# Вабаска 166C
Вабаска 166C (англ. Wabasca 166C) — індіанська резервація в Канаді, у провінції Альберта, у межах муніципального району Лессер-Слейв-Рівер № 124.

## Населення
За даними перепису 2016 року, індіанська резервація нараховувала 188 осіб, показавши зростання на 3,3%, порівняно з 2011-м роком. Середня густина населення становила 5,3 осіб/км².
З офіційних мов обидвома одночасно не володів жоден з жителів, тільки англійською — 185, а 5 — жодною з них. Усього 75 осіб вважали рідною мовою не одну з офіційних, з них усі — одну з корінних мов.
Працездатне населення становило 33,3% усього населення, рівень безробіття — 44,4%.

## Клімат
Середня річна температура становить 0,7°C, середня максимальна – 20,6°C, а середня мінімальна – -24,4°C. Середня річна кількість опадів – 460 мм.
| Клімат поселення                              | Клімат поселення | Клімат поселення | Клімат поселення | Клімат поселення | Клімат поселення | Клімат поселення | Клімат поселення | Клімат поселення | Клімат поселення | Клімат поселення | Клімат поселення | Клімат поселення | Клімат поселення |
| Показник                                      | Січ.             | Лют.             | Бер.             | Квіт.            | Трав.            | Черв.            | Лип.             | Серп.            | Вер.             | Жовт.            | Лист.            | Груд.            |                  |
| Середній максимум, °C                         | −11,84           | −6,91            | −1,15            | 8,51             | 14,98            | 19,80            | 20,56            | 19,59            | 14,10            | 8,39             | −1,86            | −9,36            |                  |
| Середня температура, °C                       | −18,09           | −13,17           | −7,4             | 2,24             | 8,72             | 13,54            | 15,80            | 14,86            | 9,37             | 3,66             | −6,62            | −14,12           |                  |
| Середній мінімум, °C                          | −24,35           | −19,43           | −13,66           | −4,01            | 2,47             | 7,29             | 11,05            | 10,10            | 4,61             | −1,1             | −11,36           | −18,86           |                  |
| Норма опадів, мм                              | 23               | 18               | 15               | 23               | 47               | 73               | 94               | 61               | 40               | 25               | 20               | 21               |                  |
| Середньомісячна швидкість вітру, м/с          | 2.90             | 2.90             | 3.10             | 3.30             | 3.30             | 3.00             | 2.80             | 2.80             | 3.00             | 3.30             | 3.00             | 3.00             |                  |
| Середньомісячна сонячна радіація, кДж/м²·день | 2731             | 6056             | 11526            | 17061            | 20454            | 21876            | 21370            | 17416            | 11398            | 6280             | 2974             | 1875             |                  |
| --------------------------------------------- | ---------------- | ---------------- | ---------------- | ---------------- | ---------------- | ---------------- | ---------------- | ---------------- | ---------------- | ---------------- | ---------------- | ---------------- | ---------------- |
| Джерело:                                      |                  |                  |                  |                  |                  |                  |                  |                  |                  |                  |                  |                  |                  |